# Elfenbenskusten i olympiska sommarspelen 2020

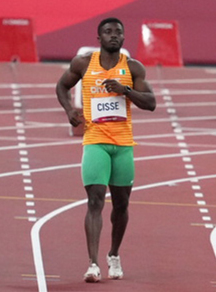
Arthur Cisse år 2020 under olympiska sommarspelen

Elfenbenskusten deltog med en trupp på 31 idrottare vid de olympiska sommarspelen 2020 i Tokyo som hölls mellan den 23 juli och 8 augusti 2021 efter att ha blivit framflyttad ett år på grund av covid-19-pandemin. Det var 14:e sommar-OS som Elfenbenskusten deltog vid. Ruth Gbagbi tog landets enda medalj, ett brons.

## Medaljer
| Medalj | Namn        | Sport     | Gren                        | Datum   |
| ------ | ----------- | --------- | --------------------------- | ------- |
| Brons  | Ruth Gbagbi | Taekwondo | Damernas mellanvikt (67 kg) | 26 juli |

## Fotboll
Sammanfattning
| Lag                           | Gren                | Gruppspel            | Gruppspel            | Gruppspel            | Gruppspel | Kvartsfinal          | Semifinal            | Final / BM           | Final / BM       |
| Lag                           | Gren                | Motståndare Resultat | Motståndare Resultat | Motståndare Resultat | Placering | Motståndare Resultat | Motståndare Resultat | Motståndare Resultat | Placering        |
| ----------------------------- | ------------------- | -------------------- | -------------------- | -------------------- | --------- | -------------------- | -------------------- | -------------------- | ---------------- |
| Elfenbenskustens herrlandslag | Herrarnas turnering | Saudiarabien · W 2–1 | Brasilien · D 0–0    | Tyskland · D 1–1     | 2 Q       | Spanien · L 2–5      | Gick inte vidare     | Gick inte vidare     | Gick inte vidare |

### Herrarnas turnering
Spelartrupp
Elfenbenskustens slutgiltiga trupp presenterades den 3 juli 2021.
Förbundskapten: Soualiho Haïdara
| Nr | Pos. | Namn                | Födelsedatum (ålder)     | Matcher | Mål |                 | Klubb             |
| -- | ---- | ------------------- | ------------------------ | ------- | --- | --------------- | ----------------- |
| 1  | MV   | Maxime Nagoli       | 20 december 2000 (20 år) |         |     | Elfenbenskusten | Sol               |
| 2  | F    | Silas Gnaka         | 18 december 1998 (22 år) |         |     | Belgien         | Eupen             |
| 3  | F    | Eric Bailly         | 12 april 1994 (27 år)    |         |     | England         | Manchester United |
| 4  | F    | Kouadio-Yves Dabila | 1 januari 1997 (24 år)   |         |     | Belgien         | Mouscron          |
| 5  | F    | Ismaël Diallo       | 29 januari 1997 (24 år)  |         |     | Frankrike       | Ajaccio           |
| 6  | F    | Wilfried Singo      | 25 december 2000 (20 år) |         |     | Italien         | Torino            |
| 7  | MF   | Idrissa Doumbia     | 14 april 1998 (23 år)    |         |     | Spanien         | Huesca            |
| 8  | MF   | Franck Kessié       | 19 december 1996 (24 år) |         |     | Italien         | AC Milan          |
| 9  | A    | Youssouf Dao        | 5 mars 1998 (23 år)      |         |     | Tjeckien        | Sparta Prag       |
| 10 | A    | Amad Diallo         | 11 juli 2002 (19 år)     |         |     | England         | Manchester United |
| 11 | A    | Christian Kouamé    | 6 december 1997 (23 år)  |         |     | Italien         | Fiorentina        |
| 12 | MF   | Eboue Kouassi       | 13 december 1997 (23 år) |         |     | Belgien         | Genk              |
| 13 | A    | Kader Keïta         | 6 november 2000 (20 år)  |         |     | Belgien         | Westerlo          |
| 14 | A    | Parfait Guiagon     | 22 februari 2001 (20 år) |         |     | Israel          | Beitar Tel Aviv   |
| 15 | A    | Max Gradel          | 30 november 1987 (33 år) |         |     | Turkiet         | Sivasspor         |
| 16 | MV   | Ira Eliezer Tapé    | 31 augusti 1997 (23 år)  |         |     | Elfenbenskusten | San Pedro         |
| 17 | F    | Zié Ouattara        | 9 januari 2000 (21 år)   |         |     | Portugal        | Vitória Guimarães |
| 18 | MF   | Cheick Timité       | 20 november 1997 (23 år) |         |     | Frankrike       | Amiens            |
| 19 | F    | Koffi Kouao         | 20 maj 1998 (23 år)      |         |     | Portugal        | Vizela            |
| 20 | A    | Aboubacar Doumbia   | 12 november 1999 (21 år) |         |     | Israel          | Maccabi Netanya   |
| 22 | MV   | Nicolas Tie         | 13 februari 2001 (20 år) |         |     | Portugal        | Vitória Guimarães |

Gruppspel
| Nr | Lag             | S | V | O | F | GM | IM | MS | P |
| -- | --------------- | - | - | - | - | -- | -- | -- | - |
| 1  | Brasilien       | 3 | 2 | 1 | 0 | 7  | 3  | +4 | 7 |
| 2  | Elfenbenskusten | 3 | 1 | 2 | 0 | 3  | 2  | +1 | 5 |
| 3  | Tyskland        | 3 | 1 | 1 | 1 | 6  | 7  | −1 | 4 |
| 4  | Saudiarabien    | 3 | 0 | 0 | 3 | 4  | 8  | −4 | 0 |

|             | 22 juli 2021 | Elfenbenskusten                                | 2 – 1           | Saudiarabien         | International Stadium Yokohama                |                                               |
| 17:30 UTC+9 | 17:30 UTC+9  | Abdulelah Al-Amri 39′ (sjm.) Franck Kessié 66′ | (1 – 1) Rapport | 44′ Salem Al-Dawsari | Yokohama Domare: Matthew Conger (Nya Zeeland) | Yokohama Domare: Matthew Conger (Nya Zeeland) |
| 17:30 UTC+9 | 17:30 UTC+9  |                                                |                 |                      | Yokohama Domare: Matthew Conger (Nya Zeeland) | Yokohama Domare: Matthew Conger (Nya Zeeland) |
| 17:30 UTC+9 | 17:30 UTC+9  |                                                |                 |                      | Yokohama Domare: Matthew Conger (Nya Zeeland) | Yokohama Domare: Matthew Conger (Nya Zeeland) |

|             | 25 juli 2021 | Brasilien | 0 – 0   | Elfenbenskusten | International Stadium Yokohama       |                                      |
| 17:30 UTC+9 | 17:30 UTC+9  |           | Rapport |                 | Yokohama Domare: Ismail Elfath (USA) | Yokohama Domare: Ismail Elfath (USA) |
| 17:30 UTC+9 | 17:30 UTC+9  |           |         |                 | Yokohama Domare: Ismail Elfath (USA) | Yokohama Domare: Ismail Elfath (USA) |
| 17:30 UTC+9 | 17:30 UTC+9  |           |         |                 | Yokohama Domare: Ismail Elfath (USA) | Yokohama Domare: Ismail Elfath (USA) |

|             | 28 juli 2021 | Tyskland         | 1 – 1           | Elfenbenskusten              | Miyagi Stadium                                       |                                                      |
| 17:00 UTC+9 | 17:00 UTC+9  | Eduard Löwen 73′ | (0 – 0) Rapport | 67′ (sjm.) Benjamin Henrichs | Rifu Publik: 4 294 Domare: Leodán González (Uruguay) | Rifu Publik: 4 294 Domare: Leodán González (Uruguay) |
| 17:00 UTC+9 | 17:00 UTC+9  |                  |                 |                              | Rifu Publik: 4 294 Domare: Leodán González (Uruguay) | Rifu Publik: 4 294 Domare: Leodán González (Uruguay) |
| 17:00 UTC+9 | 17:00 UTC+9  |                  |                 |                              | Rifu Publik: 4 294 Domare: Leodán González (Uruguay) | Rifu Publik: 4 294 Domare: Leodán González (Uruguay) |

Kvartsfinal
|             | 31 juli 2021 | Spanien                                                               | 5 – 2 (e.fl.)   | Elfenbenskusten                  | Miyagi Stadium                                          |                                                         |
| 17:00 UTC+9 | 17:00 UTC+9  | Dani Olmo 30′ Rafa Mir 90+3′, 117′, 120+1′ Mikel Oyarzabal 98′ (str.) | (1 – 1) Rapport | 10′ Eric Bailly 90+1′ Max Gradel | Rifu Publik: 5 526 Domare: Jesús Valenzuela (Venezuela) | Rifu Publik: 5 526 Domare: Jesús Valenzuela (Venezuela) |
| 17:00 UTC+9 | 17:00 UTC+9  |                                                                       |                 |                                  | Rifu Publik: 5 526 Domare: Jesús Valenzuela (Venezuela) | Rifu Publik: 5 526 Domare: Jesús Valenzuela (Venezuela) |
| 17:00 UTC+9 | 17:00 UTC+9  |                                                                       |                 |                                  | Rifu Publik: 5 526 Domare: Jesús Valenzuela (Venezuela) | Rifu Publik: 5 526 Domare: Jesús Valenzuela (Venezuela) |

## Friidrott
Förkortningar
- Notera– Placeringar avser endast det specifika heatet.
- Q = Tog sig vidare till nästa omgång
- q = Tog sig vidare till nästa omgång som den snabbaste förloraren eller, i teknikgrenarna, genom placering utan att nå kvalgränsen
- i.u. = Omgången fanns inte i grenen
- Bye = Idrottaren behövde inte tävla i omgången

Gång- och löpgrenar
| Idrottare          | Gren            | Heat     | Heat      | Kvartsfinal | Kvartsfinal | Semifinal | Semifinal | Final            | Final            |
| Idrottare          | Gren            | Resultat | Placering | Resultat    | Placering   | Resultat  | Placering | Resultat         | Placering        |
| ------------------ | --------------- | -------- | --------- | ----------- | ----------- | --------- | --------- | ---------------- | ---------------- |
| Arthur Cissé       | Herrarnas 100 m | Bye      | Bye       | 10,15       | 2 Q         | 10,18     | 7         | Gick inte vidare | Gick inte vidare |
| Murielle Ahouré    | Damernas 100 m  | Bye      | Bye       | 11,16 SB    | 3 Q         | 11,28     | 7         | Gick inte vidare | Gick inte vidare |
| Marie-Josée Ta Lou | Damernas 100 m  | Bye      | Bye       | 10,78 0AR0  | 1 Q         | 10,79     | 1 Q       | 10,91            | 4                |
| Marie-Josée Ta Lou | Damernas 200 m  | 22,30    | 1 Q       | i.u.        | i.u.        | 22,11 SB  | 1 Q       | 22,27            | 5                |

## Judo
| Idrottare                | Gren                      | Sextondelsfinal        | Åttondelsfinal       | Kvartsfinal          | Semifinal            | Återkval             | Final / BM           | Final / BM       |
| Idrottare                | Gren                      | Motståndare Resultat   | Motståndare Resultat | Motståndare Resultat | Motståndare Resultat | Motståndare Resultat | Motståndare Resultat | Placering        |
| ------------------------ | ------------------------- | ---------------------- | -------------------- | -------------------- | -------------------- | -------------------- | -------------------- | ---------------- |
| Zouleiha Abzetta Dabonne | Damernas lättvikt (57 kg) | Monteiro (POR) L 00–10 | Gick inte vidare     | Gick inte vidare     | Gick inte vidare     | Gick inte vidare     | Gick inte vidare     | Gick inte vidare |

## Rodd
| Idrottare    | Gren                    | Heat    | Heat      | Återkval | Återkval  | Kvartsfinal | Kvartsfinal | Semifinal | Semifinal | Final   | Final     |
| Idrottare    | Gren                    | Tid     | Placering | Tid      | Placering | Tid         | Placering   | Tid       | Placering | Tid     | Placering |
| ------------ | ----------------------- | ------- | --------- | -------- | --------- | ----------- | ----------- | --------- | --------- | ------- | --------- |
| Franck N'Dri | Herrarnas singelsculler | 7.49,19 | 5 R       | 8.03,25  | 5 SE/F    | bye         | bye         | 7.55,12   | 2 FE      | 7.42,55 | 28        |

Teckenförklaring: FA= A-final (medalj); FB=B-final (ingen medalj); FC= C-final (ingen medalj); FD= D-final (ingen medalj); FE=E-final (ingen medalj); FF=F-final (ingen medalj); SA/B=Semifinal A/B; SC/D=Semifinal C/D; SE/F=Semifinal E/F; QF=Kvartsfinal; R=Återkval

## Simning
| Idrottare      | Gren                  | Heat    | Heat      | Final            | Final            |
| Idrottare      | Gren                  | Tid     | Placering | Tid              | Placering        |
| -------------- | --------------------- | ------- | --------- | ---------------- | ---------------- |
| Talita Te Flan | Damernas 400 m frisim | 4.38,92 | 25        | Gick inte vidare | Gick inte vidare |

## Taekwondo
| Idrottare           | Gren                         | Åttondelsfinal         | Kvartsfinal             | Semifinal              | Återkval               | Final / BM            | Final / BM       |
| Idrottare           | Gren                         | Motståndare Resultat   | Motståndare Resultat    | Motståndare Resultat   | Motståndare Resultat   | Motståndare Resultat  | Placering        |
| ------------------- | ---------------------------- | ---------------------- | ----------------------- | ---------------------- | ---------------------- | --------------------- | ---------------- |
| Cheick Sallah Cissé | Herrarnas mellanvikt (80 kg) | Mahboubi (MAR) L 11–21 | Gick inte vidare        | Gick inte vidare       | Gick inte vidare       | Gick inte vidare      | Gick inte vidare |
| Seydou Gbané        | Herrarnas tungvikt (+80 kg)  | Issoufou (NIG) W 15–9  | Georgievski (MKD) L 4–9 | Gick inte vidare       | Alba (CUB) L 2–8       | Gick inte vidare      | Gick inte vidare |
| Ruth Gbagbi         | Damernas mellanvikt (67 kg)  | Katoka (COD) W DSQ     | Zhang My (CHN) W 21–9   | Williams (GBR) L 18–24 | i.u.                   | Titoneli (BRA) W 12–8 | 3                |
| Aminata Traoré      | Damernas tungvikt (+67 kg)   | Lee D-b (KOR) L 13–17  | Gick inte vidare        | Gick inte vidare       | Rodríguez (DOM) W 11–9 | Laurin (FRA) L 8–17   | 5                |